# Terri Runnels
Terri Lynne Boatright-Runnels (Live Oak, Florida, 5 oktober 1966) is een Amerikaans gepensioneerd professioneel worstelmanager en worstelaarster. Ze was bekend van World Championship Wrestling (WCW) en World Wrestling Federation (WWF).
Runnels begon haar professioneel worstelcarrière in World Championship Wrestling onder haar ringnaam Miss Alexandra York als manager van de York Foundation. Zes jaar later ging ze aan de slag in de World Wrestling Federation (WWF), waar ze 8 acht jaar actief was. Ze was een van de eerste WWE Divas. Ze was getrouwd met Dustin Rhodes, best gekend als Goldust in WWE.

## In worstelen
- Finishers
  - Diving crossbody
  - Frankensteiner
- Signature moves
  - Bronco buster
  - Low blow
  - Standing hair pull
- Worstelaars managed
  - The York Foundation
  - Goldust
  - D'Lo Brown
  - Val Venis
  - Edge en Christian
  - The Hardy Boyz
  - Meat
  - Brian Pillman
  - Chris Benoit
  - The Radicalz
  - Raven

## Kampioenschappen en prestaties
- World Wrestling Federation
  - WWF Hardcore Championship (1 keer)
  - Slammy Award
    - "Best Couple" (1997) - met Goldust